# Sérsekszőlős
Sérsekszőlős é um município da Hungria, situado no condado de Somogy. Tem 6,65 km² de área e sua população em 2019 foi estimada em 145 habitantes.